# Gorlitz (Saskatchewan)
Gorlitz ist ein Weiler (Hamlet) im Südosten der kanadischen Provinz Saskatchewan. Es liegt ungefähr 27 Kilometer nördlich von Yorkton und etwa 20 Kilometer südlich von Canora, zu dessen Verwaltungsgebiet es gehört. Der Weiler wurde nach Görlitz in Sachsen benannt – von Karl Gebek, einem deutschen Siedler.

## Persönlichkeiten
J. F. Paul Barschel (* 1875 in Nieder Langenau), Mitbegründer von Gorlitz, schrieb 1960 über die Geschichte Canoras. Er war zunächst Friedensrichter von Gorlitz, dann vom ganzen Kreis und anschließend Bürgermeister der Stadt Canora.